# 公子荡
公子蕩（？—？），子姓，名蕩，又称司城蕩，是宋桓公的儿子，宋襄公的弟弟，宋国司城。
前620年夏季四月，宋成公死了。这时候公子成做右师，公孙友做左师，乐豫做司马，鳞矔做司徒，公子蕩做司城，华御事做司寇。宋昭公准备杀死公子们。乐豫谏言劝阻，宋昭公不听。宋国的穆族和襄族率领国人攻打宋昭公，在宫里杀了公孙固和公孙郑。六卿和公室讲和，乐豫将司马的官职让给宋昭公的弟弟公子卬。
公子蕩的后裔以其名蕩为氏，立蕩氏，也是后世蕩姓的来源之一。